# Alphonse Bayot
Pour les articles homonymes, voir Bayot.
Alphonse Bayot (Chapelle-lez-Herlaimont, le 25 septembre 1876 - Louvain, le 8 juillet 1937) est un académicien belge et un militant wallon.

## Éléments biographiques
Élève aux collèges de Tournai, Chimay, Charleroi, Alphonse Bayot fait ses études à l'Université catholique de Louvain, devient attaché à la section des manuscrits de la Bibliothèque royale et commence une carrière professorale à Louvain en 1907: grammaires comparées des langues romanes, italien, espagnol... Il introduit dans ses cours comparatifs de nombreuses mentions du wallon, fonde et préside le Cercle d'études wallonnes à Louvain dont le but est d'étudier les manifestations variées de l'intellectualité wallonne, soit à la lumière de la science, soit dans leurs rapports à l'esthétique. Il est élu en 1921 à l'Académie royale de langue et de littérature françaises de Belgique.
Il écrit plusieurs ouvrages sur les textes en ancien français parus dans l'espace wallon actuel comme le poème moral. Il est parmi les huit personnalités qui composent le premier comité de rédaction de La Terre wallonne et y lutte contre tout séparatisme, pour l'éveil d'une conscience nationale et régionale de la Wallonie.